# Lijst van rijksmonumenten in Zevenaar (plaats)
De plaats Zevenaar telt 37 inschrijvingen in het rijksmonumentenregister. Hieronder een overzicht.
| Object                                               | Oorspronkelijke functie?  | Bouwjaar                       | Architect | Locatie                          | Coördinaten?                  | Nr.?   | Afbeelding                              |
| ---------------------------------------------------- | ------------------------- | ------------------------------ | --------- | -------------------------------- | ----------------------------- | ------ | --------------------------------------- |
| Panoven (Zevenaar)                                   | Industrie                 | 1925-1926                      |           | Panovenweg 18                    | 51° 55' 7" NB, 6° 4' 18" OL   | 338309 | Meer afbeeldingen                       |
| Een laatste fragment van de omwalling                | Omwalling                 |                                |           | Nieuwe Doelenstraat tegenover 18 | 51° 55' 38" NB, 6° 4' 27" OL  | 40414  | Upload foto                             |
| R.K. Kerk, St. Andreas                               | Kerk en kerkonderdeel     | mogelijk tweede helft 15e eeuw |           | Markt 2                          | 51° 55' 34" NB, 6° 4' 34" OL  | 40418  | Meer afbeeldingen                       |
| Neogotische toren bij de laat-gotische parochiekerk  | Kerk en kerkonderdeel     | 1884                           |           | Markt 2                          | 51° 55' 34" NB, 6° 4' 34" OL  | 40419  | Meer afbeeldingen                       |
| Herenhuis bestaande uit twee gedeelten               | Woonhuis                  | tweede kwart 17e eeuw          |           | Kerkstraat 24                    | 51° 55' 30" NB, 6° 4' 29" OL  | 40420  | Meer afbeeldingen                       |
| Herenhuis met omlopend schilddak                     | Woonhuis                  | midden 19e eeuw                |           | Kerkstraat 28                    | 51° 55' 29" NB, 6° 4' 29" OL  | 40421  | Herenhuis met omlopend schilddak        |
| "Huis Rijck"                                         | Woonhuis                  | 16e eeuw                       |           | Kerkstraat 29                    | 51° 55' 27" NB, 6° 4' 30" OL  | 40422  | Meer afbeeldingen                       |
| Nederlands Hervormde Kerk                            | Kerk en kerkonderdeel     | 1658                           |           | Marktstraat 24                   | 51° 55' 37" NB, 6° 4' 32" OL  | 40423  | Meer afbeeldingen                       |
| Romp "De Buitenmolen"                                | Industrie- en poldermolen | 16e eeuw                       |           | Molenstraat bij 63               | 51° 55' 32" NB, 6° 3' 56" OL  | 40427  | Meer afbeeldingen                       |
| Dwarshuisje                                          | Woonhuis                  | eerste helft 17e eeuw          |           | Weverstraat 11                   | 51° 55' 37" NB, 6° 4' 37" OL  | 40428  | Dwarshuisje                             |
| Houten duiventoren met smeedijzeren hek              | Tuin, park en plantsoen   | 1875-1900                      |           | Kerkstraat 24                    | 51° 55' 30" NB, 6° 4' 29" OL  | 523217 | Houten duiventoren met smeedijzeren hek |
| Koetshuis met tuinhek                                | Bijgebouwen kastelen enz. | ca. 1923                       |           | Kerkstraat 24                    | 51° 55' 30" NB, 6° 4' 29" OL  | 523218 | Koetshuis met tuinhek                   |
| Herenboerenwoonhuis                                  | Boerderij                 | 1863                           |           | Hazeldonkse Zandweg 40           | 51° 37' 40" NB, 4° 37' 44" OL | 526698 | Upload foto                             |
| Vrijstaande schuur                                   | Boerderij                 | 1863                           |           | Hazeldonkse Zandweg bij 40       | 51° 37' 39" NB, 4° 37' 42" OL | 526814 | Upload foto                             |
| Huis Sevenaer: hoofdgebouw                           | Kasteel, buitenplaats     | eerste kwart 15e eeuw en later |           | Wittenburgstraat 11              | 51° 55' 38" NB, 6° 4' 38" OL  | 527177 | Meer afbeeldingen                       |
| Huis Sevenaer: historische parkaanleg                | Tuin, park en plantsoen   | eerste helft 19e eeuw          |           | Wittenburgstraat bij 11          |                               | 527178 | Meer afbeeldingen                       |
| Huis Sevenaer: koetshuis                             | Bijgebouwen kastelen enz. | 19e eeuw                       |           | Wittenburgstraat bij 11          |                               | 527179 | Meer afbeeldingen                       |
| Huis Sevenaer: veeschuur                             | Boerderij                 | 1868                           |           | Wittenburgstraat bij 11          |                               | 527180 | Upload foto                             |
| Huis Sevenaer: bakhuisje                             | Boerderij                 | 18e eeuw                       |           | Wittenburgstraat bij 11          |                               | 527181 | Upload foto                             |
| Huis Sevenaer: duiventoren                           | Tuin, park en plantsoen   | derde kwart 19e eeuw           |           | Wittenburgstraat bij 11          |                               | 527182 | Meer afbeeldingen                       |
| Huis Sevenaer: toegangshek                           | Erfscheiding              | derde kwart 19e eeuw           |           | Wittenburgstraat bij 11          |                               | 527183 | Upload foto                             |
| Huis Sevenaer: muur met entreepartij                 | Erfscheiding              | 18e eeuw                       |           | Wittenburgstraat bij 11          |                               | 527184 | Upload foto                             |
| Huis Sevenaer: muur achter bakhuisje                 | Erfscheiding              | 18e eeuw                       |           | Wittenburgstraat bij 11          |                               | 527185 | Upload foto                             |
| Huis Sevenaer: muur in moestuin                      | Erfscheiding              | 19e eeuw                       |           | Wittenburgstraat bij 11          |                               | 530175 | Upload foto                             |
| Huis Sevenaer: muur achter voormalige dienstwoningen | Erfscheiding              | 19e eeuw                       |           | Wittenburgstraat bij 11          |                               | 530176 | Upload foto                             |
| Huis Sevenaer: werkschuur                            | Bijgebouwen kastelen enz. | laatste kwart 19e eeuw         |           | Wittenburgstraat bij 11          |                               | 530177 | Upload foto                             |
| Huis Sevenaer: hondenhok                             | Boerderij                 | eerste kwart 20e eeuw          |           | Wittenburgstraat bij 11          |                               | 530178 | Upload foto                             |
| Huis Sevenaer: sokkel                                | Tuin, park en plantsoen   | 18e eeuw                       |           | Wittenburgstraat bij 11          |                               | 530179 | Upload foto                             |
| Huis Sevenaer: dienstwoningen                        | Dienstwoning              | ca. 1890                       |           | Wittenburgstraat 7               | 51° 55' 39" NB, 6° 4' 38" OL  | 530180 | Meer afbeeldingen                       |
| Huis Sevenaer: schuur                                | Bijgebouwen kastelen enz. | ca. 1890                       |           | Wittenburgstraat bij 7           |                               | 530181 | Meer afbeeldingen                       |
| Huis Sevenaer: stal                                  | Bijgebouwen kastelen enz. | 18e eeuw (oorsprong)           |           | Markt 33                         | 51° 55' 33" NB, 6° 4' 36" OL  | 530182 | Meer afbeeldingen                       |
| Huis Sevenaer: dienstwoning                          | Dienstwoning              | 18e eeuw (oorsprong)           |           | Markt 31                         | 51° 55' 34" NB, 6° 4' 35" OL  | 530183 | Meer afbeeldingen                       |
| Huis Sevenaer: dienstwoning met timmerwerkplaats     | Dienstwoning              | 18e eeuw (oorsprong)           |           | Markt 29                         | 51° 55' 34" NB, 6° 4' 36" OL  | 530184 | Upload foto                             |
| Huis Sevenaer: voormalige pastorie                   | Kerkelijke dienstwoning   | ca. 1820                       |           | Markt 27                         | 51° 55' 34" NB, 6° 4' 36" OL  | 530185 | Meer afbeeldingen                       |
| Huis Sevenaer: rentmeesterwoning of polderhuis       | Dienstwoning              |                                |           | Markt 25                         | 51° 55' 35" NB, 6° 4' 36" OL  | 530186 | Meer afbeeldingen                       |
| Huis Sevenaer: terras met keermuren                  | Tuin, park en plantsoen   | 19e eeuw                       |           | Wittenburgstraat bij 11          |                               | 530187 | Upload foto                             |
| Huis Sevenaer: kas                                   | Tuin, park en plantsoen   | 19e eeuw (oorsprong)           |           | Wittenburgstraat bij 11          |                               | 530188 | Meer afbeeldingen                       |